# Türksat–1C
Türksat–1C török kommunikációs műhold

## Jellemzői
Szolgáltatását Európától Közép-Ázsiáig végezte.

## Küldetés
Konzorcium építette: az Aerospatiale Espace et Defense (ma: Alcatel Space Industries) francia, és a Daimler -Benz Aerospace GmbH (német). Gyártási platform az Aérospatiale Spacebus–2000 volt. Felügyeletét a török Turksat A.Ş végezte. A Türksat–1A megsemmisült műhold helyett építették. Társműholdja a Arabsat–2A (szaúd-arábiai).
Megnevezései: Turksat–1C; COSPAR: 1996-040B; SATCAT kódja: 23949.
1996. július 9-én a Guyana Űrközpontból ELA2 (LC–Launch Complex) jelű indítóállványról egy Ariane–4 (Ariane-44L H10+) hordozórakétával állították közepes magasságú Föld körüli pályára állítani. Az orbitális pályája 1437,4 perces, 31.3° hajlásszögű, Geostacionárius pálya perigeuma 35 835,7 kilométer, az apogeuma 35 835,7 kilométer volt.
Három tengelyesen stabilizált műhold. Alakja prizma, méretei 2,8 × 2,2 × 2,5 méter. Teljes tömege hajtóanyaggal 1750, műszerezettsége 1062kilogramm. Szolgálati idejét 12 évre tervezték. A műhold 16 Ku-band transponders, és 8 back-up transponders rendszerrel volt felszerelve. Telemetriai egységének működését antennák segítették. Az űreszközhöz napelemeket (a napelemek fesztávolsága 22,4 méter) rögzítettek (2,9 kW), éjszakai (földárnyék) energia ellátását újratölthető kémiai akkumulátorok biztosították. Hajtóanyaga (hidrazin) és mikrófúvókái segítették a stabilitást, illetve a pozíció tartását.
2008. október 27- én befejezte aktív szolgálatát, feladatát a Türksat–3A vette át.